# فلوکی ویلگروآسون
فلوکی ویلگروآسون (Hrafna-Flóki Vilgerðarson:زبان نورس باستان) کشتی سازی اهل اسکاندیناوی بود که به جزیره تازه کشف شده ایسلند مهاجرت کرد تا در آن زندگی کند.

## زندگی
اعتقاد بر این است او در سال 830 میلادی در نروژ متولد و در سال 915 میلادی در ایسلند مرده باشد. نام پدر او گلامور و نام مادر او ویلگراد است و اعتقاد بر این است لقب او از اسم مادرش گرفته شده باشد. از او به عنوان اولین وایکینگی یاد می شود که عمدا سفر خود را به ایسلند شروع کرده است و کاشف های قبلی فقط در راه رفتن به جزایر دیگر گم شده بودند.

### خانواده
فلوکی یک دختر به نام تیودگرد و سه پسر به نام های تروند، ترلاک و اودلیف داشت.

### سفر به ایسلند

یک نقشه نشان دهنده سفر نخستین اسکاندیناوی‌ها در ایسلند در قرن نهم میلادی است

فلوکی در سال ۸۶۸ میلادی همراه با همسرش گرو و فرزند دختر خود سفر به سرزمین‌های شمالی را که پیش تر [گاردار سواوارسون] پیدا کرده بود شروع کرد. او از نروژ غربی سفر را آغاز کرد و در جزیره شتلند یکی از دختران او کشته شد ولی او سفر را ادامه داد تا به جزایر فارو رسید و یکی از دخترانش در همان جا ازدواج کرد.
او در جزایر فارو چند همراه دیگر یافت و با کمک آن‌ها توانست راه ایسلند را پیدا کند.
اولین جایی که فلوکی به آن رسید خلیجی بزرگ بود که در حال حاضر ریکاویک پایتخت ایسلند است.
آن‌ها چندین بار اقامتگاه خود را در فصل‌های مختلف تغییر دادند که امروزه بسیاری از آنان شهرهای مختلف ایسلند هستند.

### مرگ
فلوکی بر خلاف انتقادی که از ایسلند کرده بود دوباره به آنجا بازگشت و در همانجا مرد. 

## سریال وایکینگ‌ ها
سریال وایکینگ‌ها که حول محور زندگی راگنار لاثبروک و پسرانش ساخته شده است به زندگی بسیاری از وایکینگها و اکتشافات سرزمین‌های جدید توسط آنها می‌پردازد که فلوکی را نیز می‌توانید در این سریال ببینید. بر خلاف سریال اطلاعات دقیقی در رابطه با اینکه او از یاران رگنار لاثبروک بوده است یا نه در دسترس نیست.